# Samuel Astorga Jorquera
Samuel Ernesto Astorga Jorquera (Santiago, 26 de noviembre de 1927-ibidem, 28 de mayo de 2020) fue un político falangista chileno. Hijo de Samuel Astorga Figueroa y Ester Jorquera Monge. Contrajo matrimonio con Gloria Salinas Flores.

## Biografía
Hizo sus estudios primarios y secundarios en el Liceo de Hombres de Iquique para luego acudir a la Escuela de Artesanos de Iquique, donde cursó Mecánica Automotriz.
Trabajó en la Compañía Salitrera de Tarapacá y Antofagasta y en el comercio de los fertilizantes.
Miembro de la Falange Nacional desde 1941. Fundador de la CUT en Tarapacá. Sus funciones sindicales ya que fue relegado a Pisagua, durante la segunda administración de Carlos Ibáñez del Campo.
Ingresó al Partido Demócrata Cristiano en 1956. Elegido regidor de la Municipalidad de Iquique (1956-1964), luego fue elegido alcalde de Iquique (1964-1965). 
Elegido diputado por Arica, Iquique y Pisagua (1965-1969), integrando la comisión permanente de Minería e Industrias. 
Ejerció como secretario general de la Central Independiente de Trabajadores durante la dictadura militar.
Fue premiado con un diploma por su trayectoria política (2008), durante el 51.er aniversario de la Democracia Cristiana, en Iquique.

## Historia electoral

### Elecciones parlamentarias de 1973
- Primera Agrupación Departamental (Tarapacá)

| Candidato                                 | Partido                    | Votos  | % | Resultado |
| ----------------------------------------- | -------------------------- | ------ | - | --------- |
| A. Confederación de la Democracia         |                            |        |   |           |
| Bernardino Guerra Cofré                   | PN                         | 9605   |   | Diputado  |
| Alberto Koch Sologuren                    | PN                         | 7067   |   |           |
| Samuel Astorga Jorquera                   | PDC                        | 6911   |   |           |
| Humberto Palza Corvacho                   | PDC                        | 13 429 |   | Diputado  |
| Votos de Lista                            | CODE                       | 449    |   |           |
| B. Unidad Popular                         |                            |        |   |           |
| Orel Viciani Escker                       | PCCh                       | 16 452 |   | Diputado  |
| Eduardo Long Alessandri                   | PS                         | 7915   |   |           |
| Vicente Atencio Cortés                    | PCCh                       | 9875   |   | Diputado  |
| Tomislav Giustinianovic Navarrete         | PR                         | 2985   |   |           |
| Votos de Lista                            | UP                         | 510    |   |           |
| C. Unión Socialista Popular               |                            |        |   |           |
| Otto Koch González                        | USOPO                      | 334    |   |           |
| Santiago Salinas Muñoz                    | USOPO                      | 68     |   |           |
| Modesto Letelier Palma                    | USOPO                      | 81     |   |           |
| Guillermo Zagal Díaz                      | USOPO                      | 52     |   |           |
| Votos de Lista                            | USOPO                      | 31     |   |           |
| Votos válidamente emitidos                | Votos válidamente emitidos | 75 769 |   |           |
| Votos nulos                               | Votos nulos                | 914    |   |           |
| Votos en blanco                           | Votos en blanco            | 219    |   |           |
| Total de votos emitidos                   | Total de votos emitidos    | 76 902 |   |           |
| Fuente: Dirección del Registro Electoral. |                            |        |   |           |